# Gräsören, Nagu
Gräsören är en ö nära Nötö i Nagu,  Finland.   Den ligger i Pargas stad i den ekonomiska regionen  Åboland  och landskapet Egentliga Finland. Ön ligger omkring 7 kilometer sydost om Nötö, omkring 31 kilometer söder om Nagu kyrka,  64 kilometer söder om Åbo och 170 km väster om Helsingfors. Närmaste allmänna förbindelse är förbindelsebryggan vid Lökholm som trafikeras av M/S Nordep.
Terrängen på Gräsören är mycket platt. Öns högsta punkt är 6 meter över havet. Bredvid Gräsören ligger flera småa öar som till exempel Smörkläppen, Labbskär, Kistskär och Långskär.